# Casula, New South Wales
Casula este o suburbie în Sydney, Australia.